# Scott Garrett
Scott Garrett est un homme politique américain né le 9 juillet 1959 à Englewood (New Jersey). Membre du Parti républicain, il est élu du New Jersey à la Chambre des représentants des États-Unis de 2003 à 2017.

## Biographie
Scott Garrett obtient un bachelor of arts de l'université d'État de Montclair en 1981 et un juris doctor de l'école de droit de l'université Rutgers de Camden en 1984. Il devient alors avocat. De 1990 à 2002, il siège à l'Assemblée générale du New Jersey.
En 1998 et 2000, il se présente à la Chambre des représentants des États-Unis dans le 5e district du New Jersey. Il perd les primaires républicaines contre la représentante Marge Roukema, qu'il juge trop centriste. Roukema ne se représente pas en 2002. Garrett remporte la primaire avec 46 % des suffrages, puis l'élection générale avec 59,5 % des voix.
Il est réélu en 2004, 2006 et 2008 avec des scores compris entre 54 et 58 % des suffrages. Lors de la vague républicaine de 2010, il rassemble 64,9 % des voix. Le redécoupage des circonscriptions suivant le recensement de 2010 réduit l'avance des républicains dans le district. Il est reconduit par environ 55 % des électeurs en 2012 et 2014.
Il est candidat à un nouveau mandant lors des élections de 2016. Il affronte le démocrate Josh Gottheimer qui, grâce aux polémiques touchant Garrett, réussit à lever plus de fonds que le représentant,. L'élection est considérée comme l'une des plus difficiles de sa carrière, certains sondages le donnant battu par Gottheimer. C'est le démocrate qui remporte l'élection avec 51 % des suffrages contre 47 % pour Garrett.
En 2017, il est nommé par le président Donald Trump pour prendre la tête de l'Eximbank, la banque d'import-export américaine. Sa nomination est critiquée par les démocrates et certains républicains, Garrett s'étant toujours opposé à cette institution lorsqu'il était représentant,. Sa nomination est rejetée par la commission bancaire du Sénat, recevant l'opposition de tous les démocrates et de deux républicains (Mike Rounds et Tim Scott).

## Positions politiques
Élu d'un district élisant des représentants modérés, Scott Garrett fait pourtant partie de l'aile droite du Parti républicain. Fondateur du Freedom Caucus, il est opposé à l'avortement (y compris en cas de viol) et remet en cause la citoyenneté de Barack Obama.
Président du sous-comité sur les marchés financiers à la Chambre, il est réputé proche de Wall Street et s'oppose notamment au Dodd-Frank Act.
En juillet 2015, il refuse de payer sa cotisation au National Republican Congressional Committee parce que celui-ci soutient des candidats homosexuels. Face à la polémique, il perd d'importants donateurs,. Il affirme durant la campagne de 2016 que ses propos ont été mal compris et qu'il parlait de candidats soutenant le mariage entre personnes de même sexe.